# Srebrenka Jurinac
Srebrenka (Sena) Jurinac (Travnik, 24. listopada 1921. – Augsburg, 22. studenog 2011.), hrvatska operna pjevačica i glumica.

## Životopis

### Rani život
Majka joj je Bečanka, a otac Varaždinac. Kao desetogodišnja djevojčica došla je u Zagreb i pohađala školu časnih sestara. Zatim je upisala tečaj ritmike i s grupom mladih plesačica otišla na turneju u Nizozemsku. Po povratku je morala napustiti školu, pa se upisala u građansku gimnaziju i počela učiti pjevanje kod Marije Kostrenčić na Muzičkoj akademiji u Zagrebu. 

### Karijera
Na trećoj godini studija, nakon epizodne uloge djevojke-cvijeta u Wagnerovu Parsifalu, s golemim je uspjehom debitirala 16. svibnja 1942. kao Mimì u Puccinijevoj La Bohème. Istaknuti hrvatski skladatelj, tada kritičar lista »Hrvatski narod« Ivan Brkanović proglasio ju je »umjetnicom velikog formata čije glasovne dispozicije dozvoljavaju najveće nade, a njezin pijev odaje potpuno izgradjenu umjetničku ličnost«. Nakon takva hvalospjeva pjevala je naslovnu ulogu na praizvedbi Sunčanice Borisa Papandopula i nastavila nizati ulogu za ulogom. Oktavijan Miletić joj je 1943. povjerio lik grofice Sidonije Erdödy u filmu "Lisinski". Sljedeće je godine otišla u Beč i pred Karlom Böhmom položila audiciju za angažman u Bečkoj državnoj operi. 
U Beču je prvi put javno nastupila u siječnju 1945. u koncertnoj izvedbi Nikole Šubića Zrinskoga pod ravnanjem Lovre von Matačića za Austrijski radio. Rat je bio u punom zamahu, zgrada Opere srušena je od bombardiranja, i očekivani scenski debut mlade pjevačice kojoj su u međuvremenu radi lakšeg izgovora promijenili ime u Sena dogodio se tek 1. svibnja 1945. u zgradi Volksopere, kad je sovjetski zapovjednik Beča naredio da se praznik rada proslavi izvedbom Mozartova Figarova pira. U ansamblu poznatih pjevača pod ravnanjem Josefa Kripsa pjevala je Cherubina s tolikim uspjehom da ga je već 1948. tumačila na Salzburškim svečanim igrama pod ravnanjem Herberta von Karajana i 1950. snimila za gramofonsku tvrtku Columbia. Cherubino je najsnažnije obilježio prve godine njezine karijere i otvorio joj vrata europskih opernih kuća i festivala pa je već 1949. nastupala u milanskoj Scali, Glyndebourneu, Edinburghu, Parizu, londonskom Covent Gardenu i na festivalu Maggio Musicale Fiorentino, 1950. u Zürichu i 1951. na Majskim svečanim igrama u Wiesbadenu. 
Samo u Beču ga je u dvadeset sezona pjevala 129 puta. Godine 1946. uvrstila je u repertoar svoju drugu antologijsku ulogu u hlačama: Oktavijana u Kavaliru s ružom. Nakon kraće glasovne krize odlučno je odbila dalje nastupe u opereti i počela se razvijati u opernu umjetnicu svjetskoga formata. Postala je jedna od najsjajnijih zvijezda Bečke državne opere, u kojoj je posljednji put nastupila 1982. u glasovitoj kreaciji Maršalice u Kavaliru s ružom. U trideset i osam godina djelovanja u njoj ostvarila je 47 uloga i imala 1268 nastupa. Godine 1953. dobila je naslov austrijske komorne pjevačice. 
Karijera Sene Jurinac razvijala se prirodno. Od uloga u hlačama i lirskih junakinja polagano je prelazila u repertoar lirico-spinto soprana u Verdijevim i Puccinijevim operama, došla do dramskog Sente u Wagnerovu Ukletom Holandezu, a završila mezzosopranskom ulogom Crkvenjarke u Janáčekovoj "Jenufi". Nerijetko je u istoj operi tumačila dvije uloge. Najviše svjetske domete postigla je u djelima Mozarta i Richarda Straussa, pozornice njezinih najvećih uspjeha uz Beč i Salzburg bili su Covent Garden i La Scala. U Metropolitanu nije nastupila jer je odbila pjevati ulogu koju nije osjećala, premda je to bila praizvedba Vanesse Samuela Barbera. U Zagrebu je gostovala 1970. s ansamblom Bečke državne opere u još jednoj svojoj antologijskoj ulozi — Kompozitora u Straussovoj Arijadni na Naxosu, a kao Leonora nastupila na premijeri Fidelija u Zagrebu i na Dubrovačkim ljetnim igrama. 
Lijep zvonak glas, vrhunska muzikalnost i suverena pjevačka tehnika, bogata osobnost, strast kojom je prilazila svakoj ulozi, toplina, jednostavnost i prirodnost, profinjen senzibilitet, lijep scenski izgled te zračenje koje krasi odabrane učinili su ostvarenja Sene Jurinac posebno uvjerljivima i neponovljivima. Publika ju je obožavala, kritika visoko cijenila. 
Prvi suprug bio je basbariton Sesto Bruscantini. Drugi suprug kirurg dr. Josef Lederle.
Grad Beč je najveće glazbeno priznanje nazvao po njoj, Zlatni prsten Sena Jurinec.

## Filmografija

### Filmske uloge
- "Ivica i Marica" kao vještica (1981.)
- "Wozzeck" kao Marie (1972.)
- "Ariadne auf Naxos" (1965.)
- "Kavalir s ružom" kao Oktavijan (1962.)
- "On Such a Night" kao grofica (1956.)
- "Lisinski" kao grofica Sidonija Erdödy Rubido (1944.)

## Vanjske poveznice
- Jurinac, Sena (Srebrenka) Hrvatska enciklopedija. LZMK
- LZMK / Proleksis enciklopedija: Jurinac, Sena (Srebrenka)
- LZMK / Hrvatski biografski leksikon: Jurinac, Srebrenka (Sena)
- Matica.hr / Vijenac – MArija Barbieri: »Sretan zgoditak za operu«  Arhivirana inačica izvorne stranice od 25. rujna 2015. (Wayback Machine)
- The Guardian.com – Alan Blyth: »Sena Jurinac obituary« (engl.)
- Srebrenka Jurinac u internetskoj bazi filmova IMDb-u (engl.)